# Parlamentswahl in Nordkorea 2009

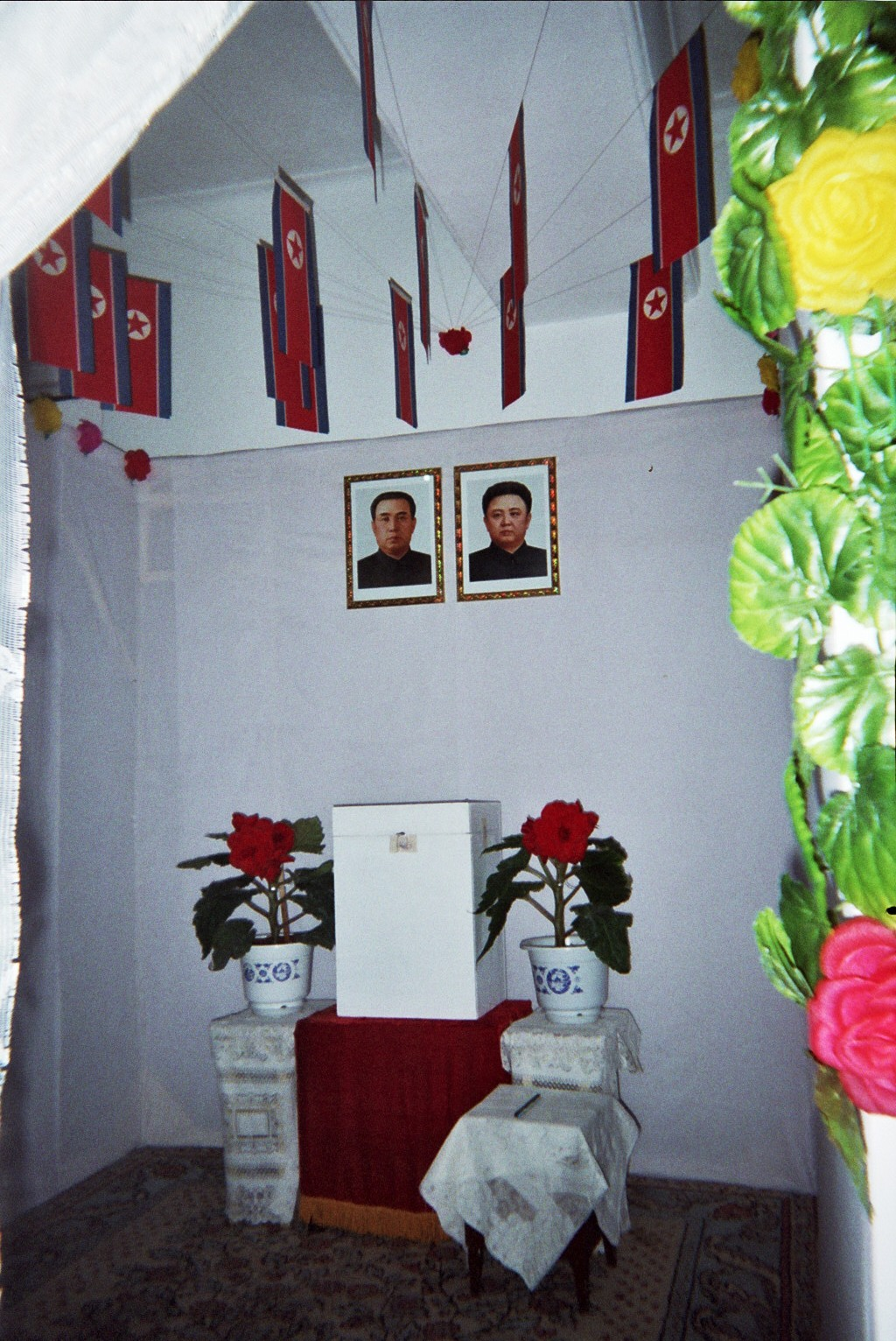
Wahlurne in Nordkorea

Die Parlamentswahl in Nordkorea 2009 war die Wahl zur 12. Obersten Volksversammlung Nordkoreas. Sie fand am 8. März 2009 statt.
Ursprünglich hatte der Urnengang bereits am 3. August 2008 stattfinden sollen. Kim Jong-il soll im August 2008 einen Schlaganfall erlitten haben, deshalb wurde die Wahl verschoben.

## Wahlsystem
Wie auch die vergangenen Wahlen in Nordkorea handelte es sich um einen Urnengang ohne Auswahl zwischen verschiedenen politischen Gruppierungen. So trat in jedem Wahlkreis genau ein Kandidat an, der der Demokratischen Front für die Wiedervereinigung des Vaterlandes angehörte.
Der nordkoreanische Staatschef Kim Jong-il, Generalsekretär der Partei der Arbeit Koreas, trat im Wahlkreis Nr. 333 an und wurde nach offiziellen Angaben mit 100 Prozent der Stimmen bei 100 Prozent Wahlbeteiligung wieder ins Parlament gewählt.
Entgegen den Erwartungen ausländischer Beobachter war Kims Sohn Kim Jong-un nicht unter den Kandidaten. Dieser hätte dadurch als möglicher Nachfolger an der Spitze des Staates ins Spiel gebracht werden können.

## Protestaktionen im Vorfeld
Die Wahl verlief größtenteils ohne Zwischenfälle. Jedoch kam es im Vorfeld in einigen Gebieten zu Sabotageakten. So wurden in Mundŭk in der Provinz P’yŏngan-namdo vereinzelt Wahlplakate zerstört. Auch gegen die Wahl gerichtete Graffiti wurden gesehen. In Sariwŏn setzten Unbekannte das Gebäude einer Tabakfabrik in Brand, das als Wahllokal dienen sollte. Die nordkoreanischen Behörden beschuldigten Südkorea, die Wahl sabotieren zu wollen. Vandalismus gegen staatliche Einrichtungen oder regierungskritische Äußerungen werden in Nordkorea hart bestraft.

## Ergebnis
Insgesamt wurden 687 Abgeordnete gewählt. Die Wahlbeteiligung betrug nach offiziellen Angaben 99,98 Prozent. Bei den vorangegangenen Wahlen wurden folgende Wahlbeteiligungen angegeben: 1998 waren es 99,85 Prozent und 99,90 Prozent im Jahr 2003.
| Koalition                                                     | Partei                                 | Stimmen  | Sitze |
| ------------------------------------------------------------- | -------------------------------------- | -------- | ----- |
| Demokratische Front für die Wiedervereinigung des Vaterlandes | Partei der Arbeit Koreas               | 100,00 % | 606   |
| Demokratische Front für die Wiedervereinigung des Vaterlandes | Koreanische Sozialdemokratische Partei | 100,00 % | 50    |
| Demokratische Front für die Wiedervereinigung des Vaterlandes | Chondoistische Ch’ŏngu-Partei          | 100,00 % | 22    |
| Demokratische Front für die Wiedervereinigung des Vaterlandes | Parteilose                             | 100,00 % | 9     |
| Total                                                         | Total                                  | 100,00 % | 687   |
| Wahlbeteiligung: 99,98 %                                      |                                        |          |       |

## Abgeordnete
Neben Kim Jong-il wurden mehrere Politiker der obersten Führungsriege Nordkoreas erneut in die Oberste Volksversammlung gewählt. So etwa der Vorsitzende des Parlamentspräsidiums der vergangenen Wahlperiode Kim Yong-nam, der jüngere Bruder Kim Il-sungs und stellvertretende Vorsitzende des Parlamentspräsidiums Kim Yŏng-chu, die Schwester Kim Jong-ils und Vorsitzende der Abteilung für Leichtindustrie beim ZK der PdAK Kim Kyŏng-hŭi und deren Ehemann Chang Sung-taek, Außenminister Pak Ui-chun, dessen Stellvertreter Kang Sok-ju, der Ministerratsvorsitzende Kim Yong-il, die Vorsitzende der Chondoistischen Ch’ŏngu-Partei Ryu Mi-yong und der Vorsitzende der Koreanischen Sozialdemokratischen Partei (KSDP) Kim Yŏng-dae.